# ユダヤ人戦闘組織

ユダヤ人戦闘組織の旗

ユダヤ人戦闘組織（波：Żydowska Organizacja Bojowa、イディッシュ語：ייִדישע קאַמף אָרגאַניזאַציע）は、第二次世界大戦中の1943年にワルシャワ・ゲットー蜂起を主導したユダヤ人レジスタンス組織である。リーダーは当時24歳であったポーランド系ユダヤ人のモルデハイ・アニエレヴィッツ。

## 歴史

### 結成
ワルシャワ・ゲットーで暮らすユダヤ人たちのトレブリンカ絶滅収容所への移送が本格化し始める中の1942年7月28日にハショメル・ハツァイル（en:Hashomer Hatzair,「若き守護者」の意）、ハボーニム・ドロール（en:Habonim Dror,ユダヤ教賢者名に由来）、ブネイ・アキバ（en:Bnei Akiva,ユダヤ教賢者名に由来）などゲットー内の左翼シオニスト青年組織が会合を開き、「ユダヤ人戦闘組織」の結成で合意した。これによりユダヤ人戦闘組織司令部が創設され、指揮官にはハショメル・ハツァイルの指導者モルデハイ・アニエレヴィッツが就任した（しかしアニエレヴィッツはワルシャワを脱出してザグレビーで任務中だったため不在だった）。
しかしこの頃、ゲットーの諸政党・組織は移送作戦から自分達を防衛する事に追われており、抵抗運動どころではなかった。設立初期のユダヤ人戦闘組織の活動はリーフレットを作成してばらまき、移送された者の運命をゲットー住民に知らせることぐらいだった。この頃のゲットー住民は移送されるのは労働できない者だけで、ゲットー住民全員が移送されるとは考えていない者が多かった。そのため、このようなリーフレットの発行はドイツ当局を刺激するだけと考えて嫌がる人が多かった。
9月中にはユダヤ人戦闘組織の指導者数名がドイツ当局に逮捕・殺害され、戦闘組織の中に失望感が広がった。

### 準備
ワルシャワ・ゲットーの移送作戦がひとまず収束し、またアニエレヴィッツがゲットーに戻ってくると、諸政党は武力抵抗に向けた準備を本格的に開始した。ユダヤ人戦闘組織を支持する左翼シオニスト諸政党とポーランド労働者党（ソ連の傀儡政党）やポアレ・シオン（en:Poale Zion,「シオン労働者」の意）などの共産党諸政党が合流して「ユダヤ民族委員会」が結成された。さらにブントとユダヤ民族委員会との間に「ユダヤ人調整委員会」が設置された。ユダヤ人戦闘組織はこのユダヤ人調整委員会の軍事組織という位置づけとなった。ユダヤ人戦闘組織は1942年10月20日の段階でハショメル・ハツァイル戦闘集団、共産党戦闘集団、ブント戦闘集団など派を形成しながらも22部隊を持った。他方、右派シオニストの修正主義者達はユダヤ人戦闘組織への加入を拒否し、彼らは独自に「ユダヤ人軍事同盟」（en:Żydowski Związek Wojskowy）を創設した。最も彼らもワルシャワ・ゲットー蜂起の際にはユダヤ人戦闘組織と協力して蜂起した。
ユダヤ人戦闘組織の武器の入手は困難を極めた。まずゲットー外のポーランド人による抵抗組織「国内軍」に接触して武器の供給を受けようとした。しかしポーランド人の間にも反ユダヤ主義は根強く、国内軍に莫大な金を積まねば武器はもらえなかった。もらった武器もお粗末なものばかりであった。結局、ユダヤ人戦闘組織は主力となる武器はドイツ軍から武器を購入したり盗んだりした仲介人を通じて入手することとなった。手榴弾の代用品として、秘密の武器工場で手製の焼夷弾を製造した。一般のゲットー住民が隠れ家を作るのに奔走していた1943年1月から4月にかけてユダヤ人戦闘組織のメンバーはドイツ軍と戦うための戦闘訓練に明け暮れた。

### 対独協力者へのテロ活動
ドイツ当局の命令を受けてゲットーのユダヤ人の移送を直接行っていたのはユダヤ人評議会とその指揮下にあるユダヤ人ゲットー警察官たちであった。ユダヤ人戦闘組織は、まずユダヤ人ゲットー警察とユダヤ人評議会に対するテロ活動から開始した。
移送の嵐が頂点に達していた1942年8月20日にユダヤ人ゲットー警察長官ヨーゼフ・シェリンスキー(Josef Szerynski)を襲撃して負傷させ、その翌日にはビラを捲いて、ゲットー警察の警察官全員に対して「死刑」を宣告した。1942年10月29日にはシェリンスキーの後任のゲットー警察長官ヤーコプ・レイキン(Jacob Lejkin)を暗殺。さらに11月28日にはユダヤ人評議会経済局長イズラエル・フィルストを暗殺した。そのほかにもゲットー警察官を中心としてゲットー内の対独協力者が戦闘組織により次々と殺されていった。ユダヤ人評議会とゲットー警察の威信は大きく低下した。

### 移送作戦の阻止
全ドイツ警察長官の親衛隊全国指導者ハインリヒ・ヒムラーは、1943年1月9日に自らワルシャワ・ゲットーを訪問し、「2月15日までにはゲットーは解体せよ」と厳命した。1943年1月18日から移送が再開されたが、ユダヤ人戦闘組織が頑強に抵抗を行ったため、ドイツ警察にも数名の死者が出た。ドイツ警察はもはや安易にユダヤ人狩りをできなくなった。第二次移送作戦は四日間続いたが、6,500人の移送と1,171人の殺害で移送作戦は中止せざるを得なくなった。
ゲットー住民の多くは初めユダヤ人戦闘組織の過激な活動に懐疑的な人が多かったが、この成果により急速に住民から支持を集めるようになった。ゲットーの実質的支配者は今やユダヤ人評議会からユダヤ人戦闘組織へと移行していった。ユダヤ人評議会議長マレク・リヒテンバウムはドイツ当局からの命令に対して「私はすでにゲットー内で何の権威もない。権威があるのは、いまや別の組織だ。それはユダヤ人戦闘組織だ。」と回答している。

### ワルシャワ・ゲットー蜂起
1943年4月19日、この時点で未だワルシャワ・ゲットーに残っている住民5万5000人を全て移送するため、フェルディナント・フォン・ザンメルン・フランケネック親衛隊上級大佐の指揮する武装親衛隊と警察の部隊がゲットーを包囲し、侵入した。ユダヤ人戦闘組織（500人）とユダヤ人軍事同盟（250人）のレジスタンスメンバー750人ほどが火炎瓶や少数の機関銃でもってこれを迎え撃ち、撃退した。ドイツ側は司令官をユルゲン・シュトロープに代えて再び突入したが、やはり撃退されて退却した。だが、ユダヤ人戦闘組織の勝利はこの日だけだった。
ドイツ国防軍のワルシャワ上級野戦司令官ロッスム少将が派遣した応援部隊の到着を待って、シュトロープは4月20日朝に再度ワルシャワ・ゲットーへと突入した。シュトロープは焦土作戦を取り、ゲットーの建物を一つずつ焼き払っていき、ゲットーを文字通り火の海にした。数日にしてユダヤ人戦闘組織は地下壕へと追い詰められていった。
1943年5月8日、ユダヤ人戦闘組織の司令壕がドイツ軍の攻撃を受け、ユダヤ人戦闘組織は壊滅した。司令官アニエレヴィッツもこの際に戦死した。その後も戦闘は続いたが、5月16日にはほぼ鎮圧された。シュトロープは同日に「記念」として大シナゴーグを破壊している。